# Emanuela
Emanuela  è un nome proprio di persona italiano femminile.

## Varianti
- Femminili: Manuela[1]
  - Ipocoristici: Lela
- Maschili: Emanuele

### Varianti in altre lingue
- Croato: Emanuela[1]
- Francese: Emmanuelle[1]
- Ligure: Manoæla[2]
  - Ipocoristici: Manoæliña
- Portoghese: Manuela[1]
  - Alterati: Manuelinha
  - Ipocoristici: Nela[1], Nelinha[1]
- Portoghese brasiliano: Manoela[1]
- Rumeno: Manuela[1]
- Spagnolo: Manuela[1]
  - Alterati: Manuelita[1], Manola[1]
- Tedesco: Manuela[1]
- Ungherese: Emanuéla

## Origine e diffusione
È la forma femminile del nome Emanuele, che deriva dall'ebraico עִמָּנוּאֵל (ʼImmanuʻel), e significa "Dio è con noi".

## Onomastico
L'onomastico può essere festeggiato il 10 novembre commemorazione della beata Emanuela del Sacro Cuore di Gesù, martire a Madrid

## Persone

Emanuela Cortesi

- Emanuela Audisio, giornalista e scrittrice italiana
- Emanuela Aureli, imitatrice italiana
- Emanuela Baroni, doppiatrice italiana
- Emanuela Cortesi, cantante italiana
- Emanuela D'Amico, doppiatrice italiana
- Emanuela Da Ros, giornalista, docente e scrittrice italiana
- Emanuela de Paula, supermodella brasiliana
- Emanuela Fallini, attrice e doppiatrice italiana
- Emanuela Fanelli, attrice e comica italiana
- Emanuela Folliero, annunciatrice televisiva, conduttrice televisiva e attrice italiana
- Emanuela Grimalda, attrice italiana
- Emanuela Loi, poliziotta italiana
- Emanuela Maccarani, ginnasta e allenatrice di ginnastica italiana
- Emanuela Munerato, operaia e politica italiana
- Emanuela Orlandi, cittadina vaticana vittima di un caso di cronaca
- Emanuela Pacotto, doppiatrice e attrice italiana
- Emanuela Rossi, doppiatrice e attrice italiana
- Emanuela Setti Carraro, infermiera italiana
- Emanuela Tittocchia, attrice italiana

### Variante Emmanuelle

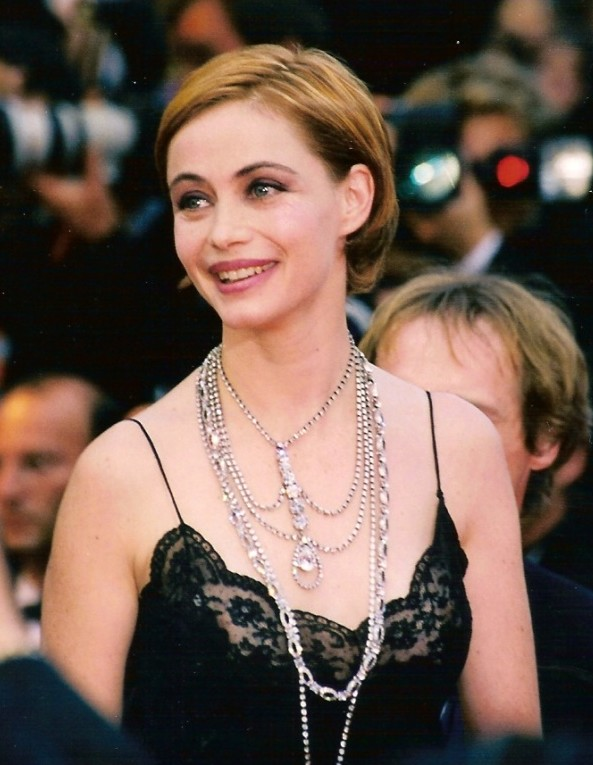
Emmanuelle Béart

- Emmanuelle Arsan, scrittrice e regista thailandese naturalizzata francese
- Emmanuelle Béart, attrice francese
- Emmanuelle Bercot, attrice, regista e sceneggiatrice francese
- Emmanuelle Chriqui, attrice canadese
- Emmanuelle Devos, attrice francese
- Emmanuelle Gagliardi, tennista svizzera
- Emmanuelle Haïm, clavicembalista e direttrice d'orchestra francese
- Emmanuelle Hermouet, cestista francese
- Emmanuelle Laborit, attrice e scrittrice francese
- Emmanuelle Riva, attrice francese
- Emmanuelle Seigner, attrice, modella e cantante francese
- Emmanuelle Vaugier, attrice, cantante e scrittrice canadese

### Variante Manuela

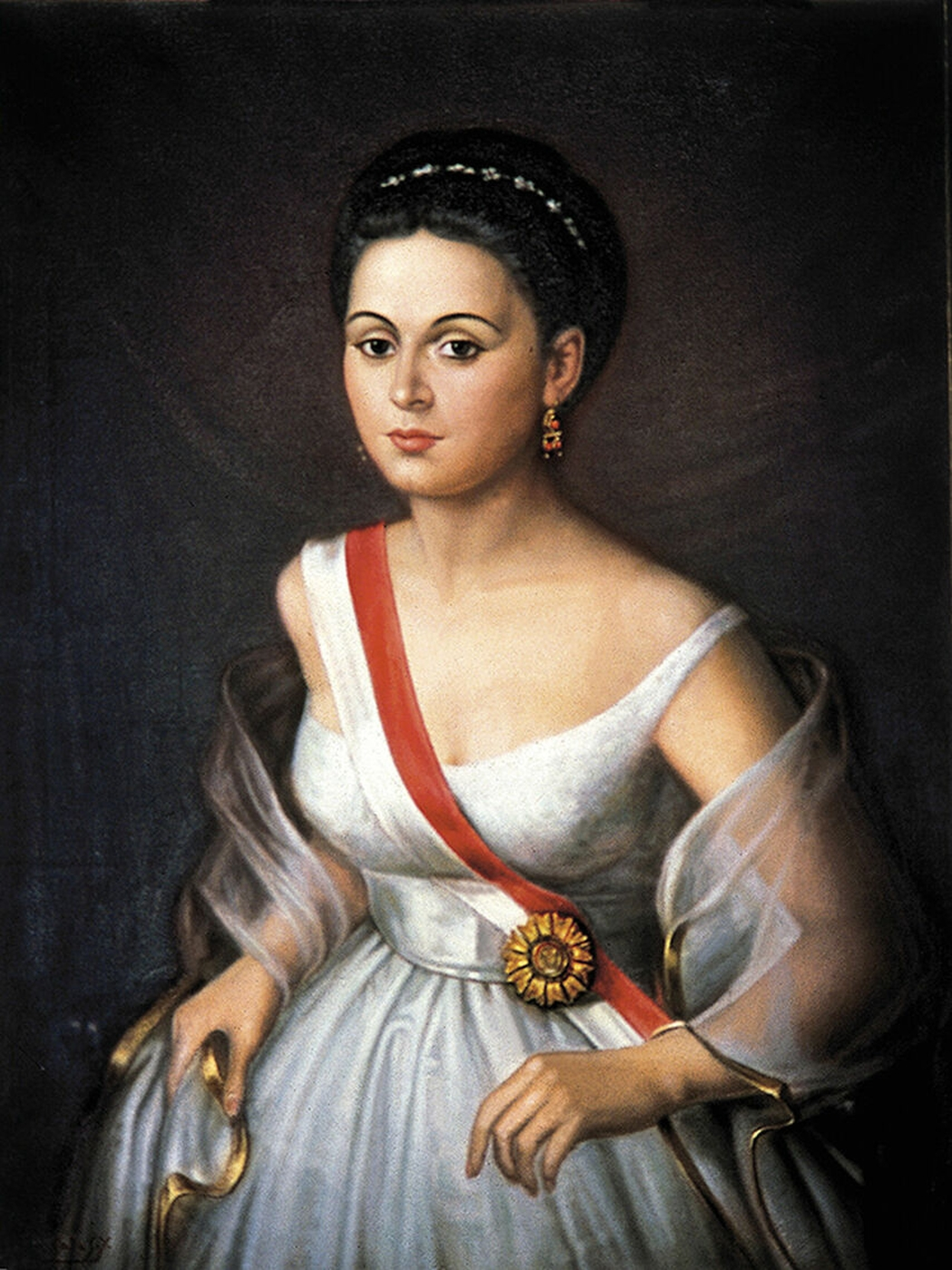
Manuela Sáenz

- Manuela Arcuri, ex modella e attrice italiana
- Manuela Di Centa, fondista e politica italiana
- Manuela Dviri, scrittrice italiana naturalizzata israeliana
- Manuela Leggeri, pallavolista italiana
- Manuela Levorato, atleta italiana
- Manuela Mölgg, sciatrice alpina italiana
- Manuela Sáenz, rivoluzionaria ecuadoriana
- Alma Manuela Tirone, medico italiano
- Manuela Velasco, attrice e conduttrice televisiva spagnola

## Il nome nelle arti
- Emmanuelle è un personaggio del romanzo omonimo di Emmanuelle Arsan e della serie di film Emanuelle nera.
- Emanuelle è un personaggio del film del 1975 Emanuelle e Françoise - Le sorelline, diretto da Joe D'Amato e Bruno Mattei.
- Manuela Verezza è un personaggio della telenovela Manuela.
- Manuela è una canzone di Julio Iglesias.
- Manuela è il nome italiano di Manami Kasuga, personaggio della serie anime e manga Capricciosa Orange Road.

## Toponimi
- 576 Emanuela è un asteroide della fascia principale, che prende il nome da un'amica dello scopritore, Paul Götz.